# Aston Martin Vantage GT2
Aston Martin Vantage GT2 — самый мощный гоночный вариант семейства Aston Martin V8 Vantage. Vantage GT2 создан на базе дорожного автомобиля Aston Martin Vantage с двигателем V8, но рассчитан на работу как на стандартном гоночном топливе, так и на биоэтаноле E85.

## Разработка
Дебютировавший в 2008 году GT2 разработан в соответствии с правилами класса FIA и ACO GT2. Vantage станет клиентским автомобилем для участия в чемпионате FIA GT , Американской серии Ле-Ман, серии Ле-Ман и гонках «24 часа Ле-Мана» .
Двигатель Aston Martin Vantage GT2 представляет собой модифицированную версию стандартного 4,3-литрового AJ37 V8 от дорожного автомобиля. Более крупный 4,5-литровый двигатель сохраняет блок цилиндров, головки и коленчатый вал дорожного автомобиля, но использует компоненты для соревнований, включая головки цилиндров, шатуны, клапаны, распредвалы и гоночную выхлопную систему. Разработанный двигатель оснащен системой смазки с сухим картером, что позволяет расположить двигатель максимально низко, для оптимизации центра тяжести.
В автомобиле используется оригинальное шасси из алюминиевого сплава, поставляемое Aston Martin, но используются панели из углеродного волокна (кроме крыши), а также имеется передний сплиттер, задний диффузор, заднее крыло и ровный пол.
V8 Vantage GT2 настроен на работу на этаноле E85 или обычном гоночном топливе, в зависимости от гоночной серии.
Aston Martin Racing подтвердила участие двух модернизированных GTE-Spec Vantage GT2 в первом чемпионате мира по гонкам на выносливость с заводской командой. Оба модернизированных автомобиля дебютируют на тестах в январе. Сообщается, что они будут «носить» ливреи Gulf, во многом похожие на те, что были у GT и прототипов Aston Martin ранее.
Всего было построено 9 шасси.

## История гонок
Aston Martin V8 Vantage GT2 дебютировал в гонках на Гран-при Лонг-Бич 2008 года, за рулем которого были Пол Дрэйсон, бывший государственный министр Великобритании, и Джонни Кокер, чемпион Великобритании GT 2004 года . Автомобиль также будет работать на топливе E85.
Компания James Watt Automotive использовала V8 Vantage GT2 в гонках серии Ле-Ман 2008 года, хотя автомобиль не смог выйти на старт своей дебютной гонки из-за механических проблем.
Команда Drayson Racing использовала V8 Vantage GT2 в гонках серии Ле-Ман 2009 года.
Было подтверждено, что JLOC будет использовать V8 Vantage GT2 в сезоне Super GT 2010. Автомобиль был запущен под названием Aspeed triple A Vantage GT2
JMW Motorsport использовал V8 Vantage GT2 в гонках серии Ле-Ман 2010 года.
Aston Martin Vantage GT2 также участвовали во многих других сериях, включая Le Mans Series и Intercontinental Le Mans Cup. Два Vantage также участвовали в гонках 24 Hours of Le Mans 2011 : Jota Racing AMR и Gulf AMR Middle East. Оба автомобиля в конечном итоге сошли с дистанции, один из-за механических проблем, а другой после потери управления и вылета с трассы, в результате чего водитель Марк Уэйнрайт получил травмы, а автомобиль был поврежден слишком сильно, чтобы продолжить гонку.

## Модернизации и версии GTE
В сезоне 2012 года команда Aston Martin Racing вернулась к программе на основе GT после неудачной попытки предыдущего сезона с их бензиновым конкурентом класса LMP1, AMR-One . Поскольку спецификация Vantage GT2 немного отличалась от обновленных правил Le Mans GT2 (теперь GTE), разработка велась с перевыпуском автомобиля под названием Vantage GTE.

### Основные обновления
В первую очередь, это было сосредоточено на удобстве обслуживания, что было основным недостатком уходящего Vantage GT2. Это включало создание новой модульной конструкции, реализующей ряд съемных стержней в передней конструкции, что позволяло вытаскивать двигатель прямо из автомобиля. Теперь это позволяет завершить процесс замены двигателя менее чем за час без какого-либо влияния на настройки подвески, в отличие от старой конфигурации, которая могла занять более четырех часов. Задняя подвеска и подрамник также были изменены для облегчения обслуживания. Для повышения безопасности топливный элемент был перемещен в каркас безопасности, чтобы снизить риск повреждения его конструкции в случае аварии.

### Вторичные обновления
Другие улучшения включают снижение веса, в том числе снижение веса многих отдельных компонентов, таких как аккумулятор.
Улучшения также включали новый передний бампер, боковую юбку и заднее крыло, полученные с помощью CFD — последнее является развитием аэродинамического пакета Le Mans, который Automobile Club de l’Ouest разрешил команде Aston Martin Racing использовать на автомобиле в течение всего сезона — «Aston Martin Vantage: заднее крыло, использованное в Le Mans в 2011 году, будет использоваться в течение всего сезона 2012 года с 15-миллиметровой катушкой, а в Le Mans 2012 года — без катушки». Модификации также улучшили охлаждение для водителя, что было серьезной проблемой в старой модели, которая досаждала Дрейсону-Барвеллу в сезоне ALMS 2008 года .